# Liste der amtierenden deutschen Landeswissenschaftsminister
Landeswissenschaftsminister leiten in den deutschen Ländern das jeweils für Wissenschaftspolitik zuständige Landesministerium.
Im Rahmen des kooperativen Föderalismus arbeiten die Wissenschaftsminister der Länder in der Kultusministerkonferenz (kurz KMK) zusammen, phasenweise wird eine inoffizielle Wissenschaftsministerkonferenz gebildet. Mit dem Bund bilden die Wissenschaftsminister die Gemeinsame Wissenschaftskonferenz (GWK), die im Grundgesetzartikel 91b verankert ist.

## Amtierende Landeswissenschaftsminister der deutschen Länder
Von den amtierenden 16 Landeswissenschaftsministern sind acht Frauen und acht Männer. Acht Amtsinhaber gehören der SPD, fünf den Unionsparteien (CDU/CSU) sowie drei den Grünen an.
Die längste Amtszeit der gegenwärtigen Landeswissenschaftsminister hat Bettina Martin (SPD, seit Mai 2019 in Mecklenburg-Vorpommern).
| Land                   | Ministerium/Behörde                                                                   | Name                 | Amtsantritt        | Regierung/-en 1              | Partei | Partei | Bild |
| ---------------------- | ------------------------------------------------------------------------------------- | -------------------- | ------------------ | ---------------------------- | ------ | ------ | ---- |
| Baden-Württemberg      | Ministerium für Wissenschaft, Forschung und Kunst                                     | Petra Olschowski     | 28. September 2022 | Kretschmann III              |        | Grüne  |      |
| Bayern                 | Staatsministerium für Wissenschaft und Kunst                                          | Markus Blume         | 23. Februar 2022   | Söder II Söder III           |        | CSU    |      |
| Berlin                 | Senatsverwaltung für Wissenschaft, Gesundheit und Pflege                              | Ina Czyborra         | 27. April 2023     | Wegner                       |        | SPD    |      |
| Brandenburg            | Ministerium für Wissenschaft, Forschung und Kultur                                    | Manja Schüle         | 20. November 2019  | Woidke III Woidke IV         |        | SPD    |      |
| Bremen                 | Senatorin für Umwelt, Klima und Wissenschaft                                          | Kathrin Moosdorf     | 5. Juli 2023       | Bovenschulte II              |        | Grüne  |      |
| Hamburg                | Behörde für Wissenschaft, Forschung und Gleichstellung                                | Maryam Blumenthal    | 7. Mai 2025        | Tschentscher III             |        | Grüne  |      |
| Hessen                 | Ministerium für Wissenschaft und Forschung, Kunst und Kultur                          | Timon Gremmels       | 18. Januar 2024    | Rhein II                     |        | SPD    |      |
| Mecklenburg-Vorpommern | Ministerium für Wissenschaft, Kultur, Bundes- und Europaangelegenheiten               | Bettina Martin       | 22. Mai 2019       | Schwesig I Schwesig II       |        | SPD    |      |
| Niedersachsen          | Ministerium für Wissenschaft und Kultur                                               | Falko Mohrs          | 8. November 2022   | Weil III Lies                |        | SPD    |      |
| Nordrhein-Westfalen    | Ministerium für Kultur und Wissenschaft                                               | Ina Brandes          | 29. Juni 2022      | Wüst II                      |        | CDU    |      |
| Rheinland-Pfalz        | Ministerium für Wissenschaft und Gesundheit                                           | Clemens Hoch         | 18. Mai 2021       | Dreyer III Schweitzer        |        | SPD    |      |
| Saarland               | Ministerium der Finanzen und für Wissenschaft                                         | Jakob von Weizsäcker | 25. April 2022     | Rehlinger                    |        | SPD    |      |
| Sachsen                | Staatsministerium für Wissenschaft, Kultur und Tourismus                              | Sebastian Gemkow     | 20. Dezember 2019  | Kretschmer II Kretschmer III |        | CDU    |      |
| Sachsen-Anhalt         | Ministerium für Wissenschaft, Energie, Klimaschutz und Umwelt                         | Armin Willingmann    | 16. September 2021 | Haseloff III                 |        | SPD    |      |
| Schleswig-Holstein     | Ministerium für Allgemeine und Berufliche Bildung, Wissenschaft, Forschung und Kultur | Dorit Stenke         | 7. Mai 2025        | Günther II                   |        | CDU    |      |
| Thüringen              | Ministerium für Bildung, Wissenschaft und Kultur                                      | Christian Tischner   | 13. Dezember 2024  | Voigt                        |        | CDU    |      |